# Arquebisbat de Vílnius
.

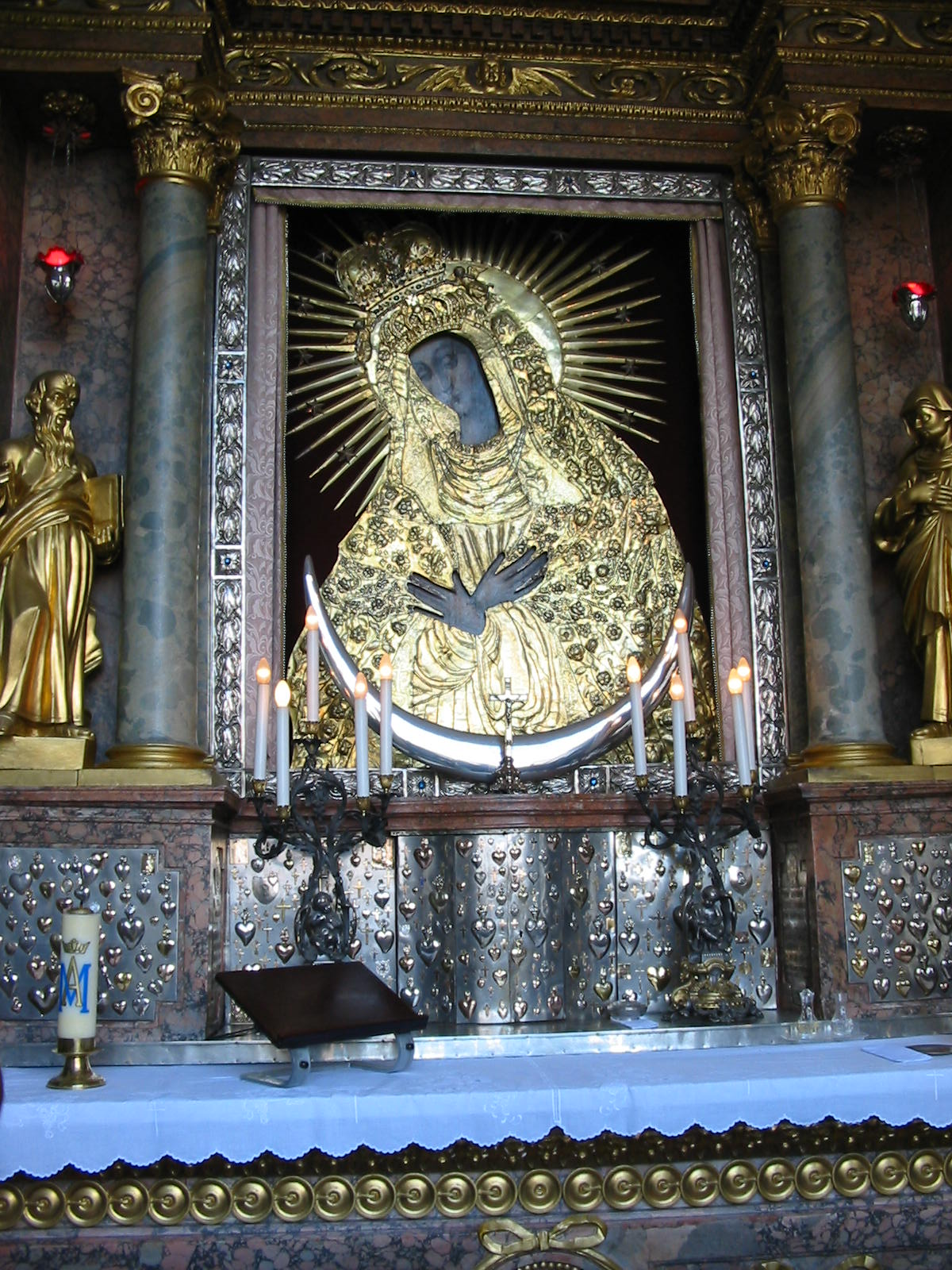
Imatge de la Mare de Déu de la Porta de l'Aurora (en lituà: Aušros vartai; en polonès: Ostra brama), venerada tant a Polònia com a Lituània

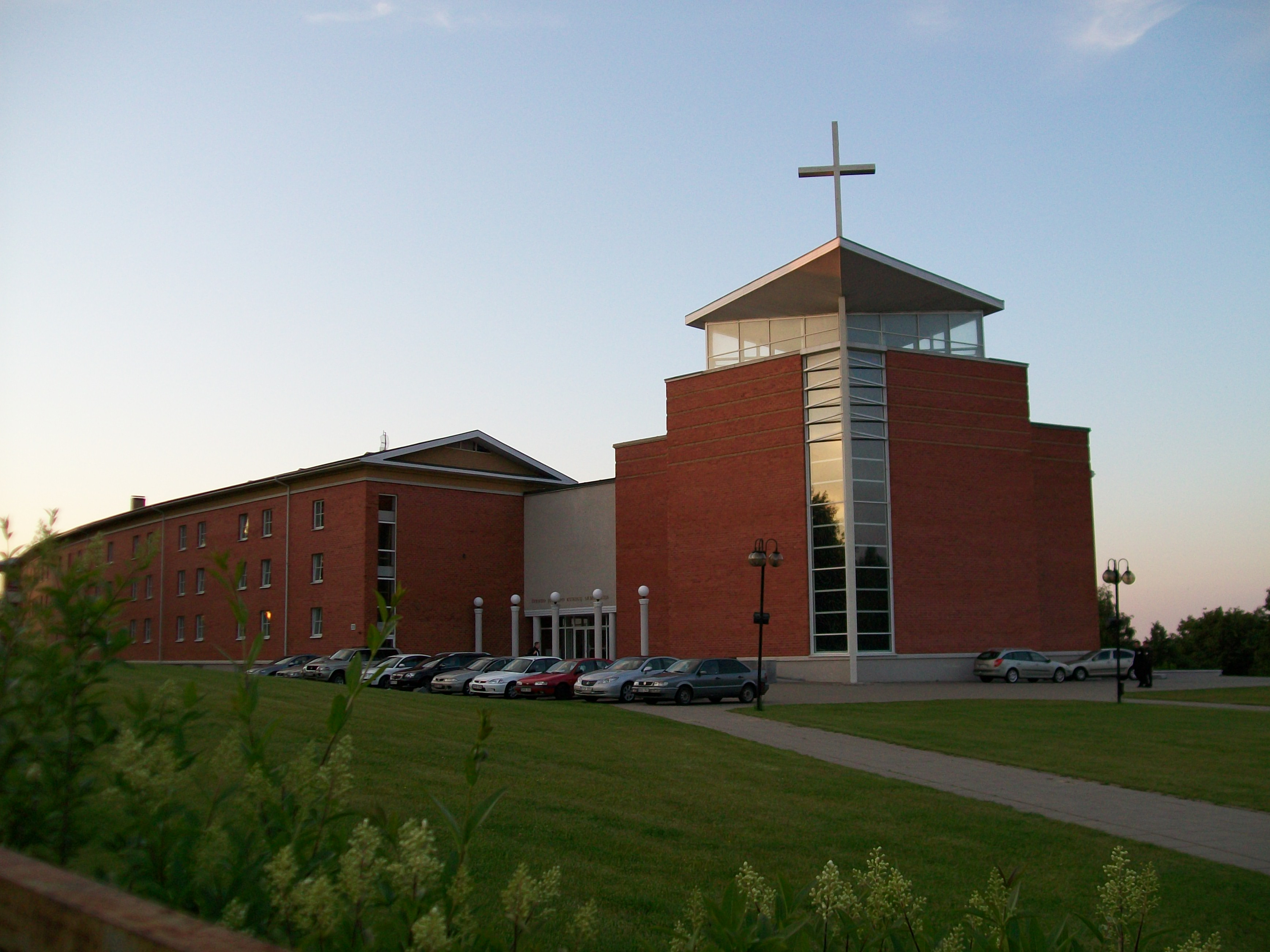
El seminari Sant Josep de Vilnius.

L'Arxidiòcesi del Vilnius (lituà: Vilniaus arkivyskupija; llatí: Archidioecesis Vilnensis) és una seu metropolitana de l'Església Catòlica a Lituània. El 2014 tenia 558.847 batejats sobre una població de 773.406 habitants. Actualment està regida per l'arquebisbe Gintaras Grušas.

## Territori
L'arxidiòcesi comprèn la ciutat de Vilnius, on es troba la Catedral-Basílica de Sant Estanislau i Sant Ladislau. Vilnius és plena d'esglésies de la història treballada i interessant. Destí de pelegrinatge és la capella de la Porta de l'Aurora, que conté una imatge de la Mare de Déu de la Misericòrdia, venerada a tota Lituània i Polònia.
El territori està dividit en 95 parròquies.

### Sufragànies
L'arxidiòcesi té dues seus sufragànies:
- la diòcesi de Kaišiadorys
- la diòcesi de Panevėžys

## Història

### Establiment
L'arxidiòcesi deu la seva fundació a Jogaila, qui evangelitzà Lituània el 1387 i envià Dobrogost, bisbe de Poznan, com a ambaixador al Papa Urbà VI amb la petició per a l'erecció d'una seu episcopal a Vílnius i el nomenament d'Andrzej Wasilko (anterior bisbe de Siret i confessor d'Elisabet d'Hongria) per ocupar-lo. La petició va ser atesa i s'autoritzà la fundació d'una església col·legiada de 10 canonges. Sota el mandat de Wasilko, les esglésies de Sant Joan, que esdevingué l'església parròquia de la ciutat, així com de Sant Martí i de Santa Ana (al castell superior i inferior, respectivament) van ser erigides a Vílnius. Després de morir Wasilko el 1398, va ser rellevat pel franciscà Jakub Plichta (1398-1407), durant l'episcopat del qual la catedral va ser destruïda en un incendi. Entre els seus successors estan Piotr Krakowczyk de Kustynia (1414-1421), a qui el Papa Martí V investí amb plens poders per portar els ortodoxos lituans a l'Església Catòlica; Matthias de Trakai (1421-1453), un lituà que envià representants al concili de Basilea i dugué la Inquisició per combatre els hussites, fundant moltes esglésies i defensant fins a l'extenuació els drets i privilegis dels lituans. Sota Jan Łosowicz (1467-1481), molts rutens es convertiren al catolicisme i els franciscans bernardins van establir-se a Vílnius. Albert Tabor, un lituà, convidà els dominics a Vílnius i els confià l'església de l'Esperit Sant; Albert Radziwiłł (1508-1519) morí en olor de santedat; Joan el Lituà (1519-1537) celebrà el primer sínode diocesà a Vílnius el 1526; el príncep Paweł Holszański (1534-1555) restaurà la seva catedral en estil gòtic i celebrà un sínode el 1555; Walerian Protasewicz Suszkowski (1556-1580) va haver de lluitar pel celibat del clergat i l'ús del llatí a la litúrgia; convidant a la diòcesi els jesuïtes, entre els quals estava Piotr Skarga.
Els bisbes de Vílnius, presidint una vasta diòcesi i gaudint del càrrec temporal de senadors de Lituània, no podien dedicar tota la seva atenció a les necessitats espirituals de la seva diòcesi; per obviar el problema, des del segle XV van tenir bisbes coadjutors o auxiliars. Molts d'aquests, particularment durant els segles xvi i xvii eren bisbes titulars de Methone (al Peloponès). Entre els més famosos es pot citat a Jurgis Kazimieras Ancuta (1723-1737), autor de l'obra "Jus plenum religionis catholicae in regno Poloniae", que mostrava que protestants i ortodoxos no tenien els mateixos drets dels catòlica. A partir del segle xvii també eren auxiliars per a Belarús.

### La Reforma
El príncep Jerzy Radziwiłł (1581-1591) donà impuls a la Alma Academia et Universitas Vilnensis Societatis Iesu, posat sota la direcció dels jesuïtes, introduí a la diòcesi les regulacions del Concili de Trento i, havent estat creat cardenal, va ser traslladat a la diòcesi de Cracòvia el 1591. El capítol encarregà l'administració de la diòcesi al bisbe sufragani, Ciprian. En morir el 1594, el clergat estava dividit en faccions per escollir un successor, fins que Segimon III nomenà Benedykt Wojna (1600-1615), qui impulsà eficaçment la canonització de Sant Casimir Jagiellon, en honor del qual es posà la primera pedra d'una església a Vílnius el 1604.Impulsà que sant Casimir fos nomenat el sant patró de Lituània. El seu successor, Eustachius Wollowicz (1616-1630), fundà hospitals, convidà els canonges regulars laterans a Vílnius, i va combatre amb energia ortodoxos i protestants. Abraham Woyna (1631-1649) introduí els Fatebene Brethren i s'oposà al calvinisme. Jerzy Tyszkiewicz (1650-1656) annexionà Curlàndia a la seva diòcesi. Aleksander Sapieha (1666-1671) fundà l'església de Sant Pere i Sant Pau, prenent com a model Sant Pere del Vaticà. Llavors, la diòcesi estava formada per 25 deganats amb 410 esglésies. Constantius Casimir Brzostowski (1687-1722) portà els escolapis a Vílnius i encoratjà el desenvolupament dels ordes religiosos. Durant l'episcopat de Michael Zienkowicz (1730-1762), van sorgir els conflictes entre els jesuïtes i els escolapis, que resultaren en la clausura de les escoles escolàpies. El príncep Ignacy Jakub Massalski (1762-1794) encoratjà la reforma del clergat i donà la seva immensa fortuna a les esglésies de la diòcesi.
La florent vida religiosa a la diòcesi de Vílnius queda comprovada per la gran quantitat de sínodes que es van celebrar: el primer va tenir lloc el 1502, convocat pel bisbe Tabor. Va ser seguit per un altre el 1526; el 1528 per reunir fons per restaurar la catedral; al 1555, per fer front a la difusió del luteranisme; el 1582; el 1607, d'on emanaren molts reglaments per l'administració dels sagraments i la disciplina del clergat; del 1630, per regular l'administració dels béns eclesiàstics; el 1654, per socórrer l'estat amb nous impostos; el 1669, amb reglaments disciplinaris; el 1685, amb ordes relatives a l'administració dels sagraments i a la vida del clergat; el 1744, amb reglaments respecte al catecisme, el matrimoni i els exercicis espirituals. Després del sínode del 1744 no se'n va celebrar cap més, però els bisbes dirigiren cartes pastorals al clergat, algunes d'elles notables per importància.

### Sota l'Imperi Rus
Després de la partició de Polònia-Lituània, la diòcesi de Vílnius passà a formar part de l'Imperi Rus i ja no va gaudir de llibertat de relacions amb la Santa Seu. El 1795 el capítol nomenà David Pilchowski vicari in spiritualibus. La diòcesi d'Inflanty va ser adjuntada a la diòcesi, i Jan Nepomucen Kossakowski (1798-1808) va ser nomenat bisbe. Va fer molt per la prosperitat del seminari. Després de la seva mort el capítol entrà en conflicte amb Siestrzencewicz, el metropolità catòlic de Sant Petersburg, qui usurpà drets que pertanyien exclusivament a la Santa Seu. Siestrzencewicz imposà al capítol, com a administrador de la diòcesi, Hieronim Strojonowski (1808-1815), i després que aquest morís s'arrogà el govern de la diòcesi atribuint-se el títol de Primat de Lituània. El 1798 la diòcesi, fins llavors sufragània de Gniezno, passà a formar part de la província eclesiàstica de l'arquebisbat de Mahiliou.
El 1827, després de la mort de Siestrzencewicz, el vicari capitular, Milucki, administrà la diòcesi durant un breu període. El 1828 Andreas Klagiewicz va ser nomenat administrador, sent enviat a l'interior de Rússia durant la insurrecció de 1831, retornà el 1832, va ser elegit bisbe de Vílnius el 1839 i va prendre possessió de la seu el 28 de juny de 1841. Va morir aquell any, després de veure la ruïna de l'església unida rutena a la seva diòcesi. El capítol escolli John Cywinski com a vicari sufragani; va veure tancar la Universitat de Vílnius i el clergat i esglésies de la diòcesi espoliades de les seves propietats. El 1848 va ser succeït per Wenceslaus Zylinski, que el 1856 va ser enviat a la seu metropolitana de Mahiliou el 1856, però continuà governant la diòcesi fins al 1858.
Adam Stanislaus Krasinski va ser expulsat de la diòcesi en conseqüència de la insurrecció de 1836, però continuà governant la diòcesi fins al 1883, quan es refugià a Cracòvia. El seu successor, Karol Hrynieweki, va haver d'exiliar-se a Jaroslav després de dos anys d'episcopat, i el 1890 abdicà i es retirà a Galítsia. Durant el seu exili governà la diòcesi com a vicari patriarcal Liudvikas Zdanovičius. El 1890 Antanas Pranciškus Audzevičius, canonge de Sant Petersburg i docte teòleg, va ser nomenat bisbe de Vílnius. Va morir el 1895, i la diòcesi va passar a ser governada per Louis Zdanowicz, bisbe titular de Dionysias. El 1897 va ser succeït pel canonge Stephen Alexander Zwerowicz, sent traslladat al 1902 a la seu de Sandomierz. El seu lloc va ser ocupat pel baró Edward Ropp, que es dedicà a organitzar el moviment catòlic a la diòcesi, tot i incórrer en l'hostilitat del govern rus. El bisbe Ropp va ser desterrat a Pskov, i la diòcesi va ser confiada a Kazimieras Mikalojus Michalkevičius com a administrador apostòlic.
L'antiga diòcesi de Livonia, suprimida el 1797 va ser incorporada a la diòcesi de Vílnius, i el 1798 va tenir com a primer bisbe Adam Kossiafkowski (mort el 1828), però el 1848 va ser annexionada a la diòcesi de Samogítia (avui arquebisbat de Kaunas). El 16 16 de març de 1799, en virtut de la butlla Saepe factum est del Papa Pius VI, cedí 90 parròquies per tal que s'erigís la diòcesi de Wigry (avui bisbat de Łomża).

### Segle XX
El 28 d'octubre de 1925 amb la butlla Vixdum Poloniae unitas del Papa Pius XI van reorganitzar-se les circumscripcions eclesiàstiques poloneses de ritu llatí: la diòcesi de Vílnius, que era sufragània de l'arxidiòcesi de Mahiliou (avui arquebisbat de Minsk-Mahiliou), va ser elevada al rang d'arxidiòcesi metropolitana i tenia com a sufragànies les diòcesis de Łomża i Pinsk.
El 4 d'abril de 1926, en virtut de la butlla Lituanorum gente del Papa Pius XI cedí part del seu territori perquè s'erigís el bisbat de Kaišiadorys.
Durant els anys de l'ocupació soviètica els catòlics van patir la ferotge persecució del poder estatal. L'arquebisbe coadjutor Mečislovas Reinys va ser empresonat i va morir a la presó el 1953. Molts membres del clergat van ser empresonats i durant els interrogatoris els oferiren sense èxit el seu alliberament a canvi de la submissió al poder. El seu successor Julijonas Steponavičius el 1961 va ser deportat fora dels límits de l'arxidiòcesi, passant 28 anys deportat. Més de 20 sacerdots van ser empresonats. La vida de l'Església patí greus restriccions: es prohibí l'ensenyament de la Bíblia a les escoles, el catecisme dels infants, la publicació de periòdics i llibres religiosos, el culte públic... Tots els monestirs van ser clausurats, la major part dels béns eclesiàstics van ser confiscats i 23 esglésies van ser tancades, inclosa la catedral, que va ser transformada en una pinacoteca.
El 1991 el territori de la diòcesi que es trobaven a l'estranger van ser cedits a noves diòcesis: el 13 d'abril els territoris belarussos van ser cedits al nou bisbat de Hrodna, i el 5 de juny els territoris polonesos a la nova diòcesi de Białystok, que l'any següent va ser elevada al rang d'arxidiòcesi metropolitana.
De les primeres, les més grans i més boniques són a Vílnius, encara que moltes, violentament arrabassada als catòlics, es van convertir en esglésies ortodoxes russes

## Esglésies

L'església dels Franciscans, una de les més antigues de Vilnius.

La diòcesi posseeix esglésies esplèndides i sanctuaris venerables. De les primeres, les més grans i més boniques són a Vilnius, encara que moltes, violentament arrabassade als catòlics, es van convertir en esglésies ortodoxes russes. La catedral, dedicada a la Santíssima Trinitat, sant Estanislau i sant Ladislau, va ser construïda on s'alçava un santuari pagà demolit en virtut d'una butlla papal del 12 de març de 1387. Destruïda en un incendi el 1399, va ser reconstruïda en estil gòtic el 1399 pel Gran Duc Vytautas; de nou destruïda al 1531 i al 1662, la seva restauració començà al 1769 i acabà al 1801. Conté esplèndides capelles, especialment les de sant Casimir i la de la Immaculada Concepció.
Altres esglésies importants són les de la Santa Creu, que es diu va ser fundada al segle xiv on, d'acord la llegenda de la Crònica Bychowiec, catorze franciscans van ser martiritzats pels pagans el 1366; l'església de Sant Martí, fundada per Jogaila el 1380, construïda sobre les runes d'un antic temple pagà; Santa Anna, fundada pels alemanys per Anna, consort de Vytautas el 1392; Sant Joan Evangelista, fundada el 1386 i enriquida amb privilegis de Lleó X; Corpus Domini, fundada per la Confradia del Sant Sagrament el 1573, i l'església dels Àngels Custodis.
A aquestes cal afegir les nombroses esglésies d'ordes religiosos, que van florir a Lituània, però de les quals queden algunes restes. Els dominics, que al segle xv tenia una església dedicada a l'Esperit Sant, construïren en 1679-1688 una altra, que en 1844 va ser donat per ells i es va transformar en una església parroquial. Els cistercencs van emprendre a Vilnius, en 1469, la construcció d'una església de fusta, reconstruïda en pedra l'any 1500; que va ser incendiat en 1794 i restaurada en l'any 1900; aquest ordre es va veure obligat a deixar la diòcesi en 1864. L'Església dels Sants Pere i Pau va ser donat als Canonges Lateranenses en 1638; el van abandonar en 1864. Sant Casimir, amb el col·legi jesuïta annex, fundada el 1604, va ser convertida en una església ortodoxa a 1832 (que va ser retornat als jesuïtes en la dècada de 1920). Sant Ignasi de Loiola, fundada pels jesuïtes en 1622, va esdevenir el club d'oficials. L'església carmelita de Santa Teresa té una imatge miraculosa de la Verge. Els agustins, els trinitaris, les brigidines, les Germanes Carmelites, els escolapis, les saleses i d'altres també tenien esglésies, a les quals cal afegir nombroses capelles.

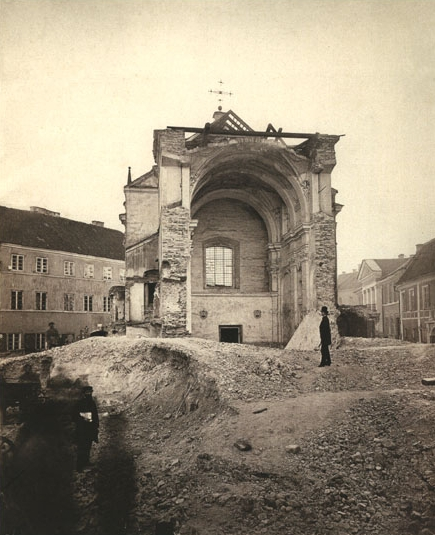
L'església de Sant Josep, demolida per orde de les autoritats de Vilnius, 1877

Després de l'aixecament de gener de 1863, la diòcesi va veure com tots els seus religiosos eren violentament expulsats. Els monestirs es van convertir en casernes, les esglésies van ser donades als ortodoxos o al clergat secular, les biblioteques dispersades, les possessions dels religiosos confiscats. El 1910 quedaven només un monestir de germanes benedictines (connectades amb l'Església de Santa Caterina a Vilnius) amb sis monges septuagenaries, un convent bernardí a Slonim amb quatre monges septuagenàries, un monestir franciscà de Grodno amb un sol frare i en el mateix ciutat un convent de germanes brigitines amb dos religioses.
El 28 d'octubre de 1925, l'antic bisbat va ser promogut com a arxidiòcesi metropolitana, amb només dos sufragànies: Kaišiadorys i Panevėžys. En 1991-1992 les parts poloneses de l'antic bisbat va esdevenir diòcesis separades, sota la nova arxidiòcesi de Białystok.

## Cronologia episcopal
- Andrzej Jastrzębiec, O.F.M. † (1388 - 14 de novembre de 1398 mort)
- Jakub Plichta, O.F.M. † (5 de maig de 1399 - 7 de febrer de 1407 mort)
- Mikołaj Gorzkowski † (gener de 1408 - 1414 mort)
- Piotr Krakowczyk † (15 de febrer de 1415 - 22 de desembre de 1422)
- Matthias di Trakai † (4 de maig de 1422 - 9 de maig de 1453 mort)
- Mikołaj z Sołecznik † (17 d'octubre de 1453 - 29 de setembre de 1467)
- Jan Łosowicz † (4 de maig de 1468 - 1481 mort)
- Andrzej Szeliga † (27 d'agost de 1481 - 1491 mort)
- Wojciech Tabor † (11 d'abril de 1492 - 27 de març de 1507 mort)
- Albert Radziwiłł † (10 de setembre de 1507 - 19 d'abril de 1519 mort)
- Giovanni di Lituania † (23 de setembre de 1519 - 15 de març de 1536 nomenat bisbe de Poznań)
- Paweł Holszański † (15 de març de 1536 - 4 de setembre de 1555 mort)
- Walerian Protasewicz † (10 d'abril de 1556 - 31 de desembre de 1579 mort)
- Jerzy Radziwiłł † (31 de desembre de 1579 - 9 d'agost de 1591 nomenat bisbe de Cracòvia)
  - Bernard Maciejowski † (1 de setembre de 1597 - 21 d'abril de 1598 renuncià) (bisbe electe)
- Benedykt Wojna † (31 de juliol de 1600 - 22 d'octubre de 1615 mort)

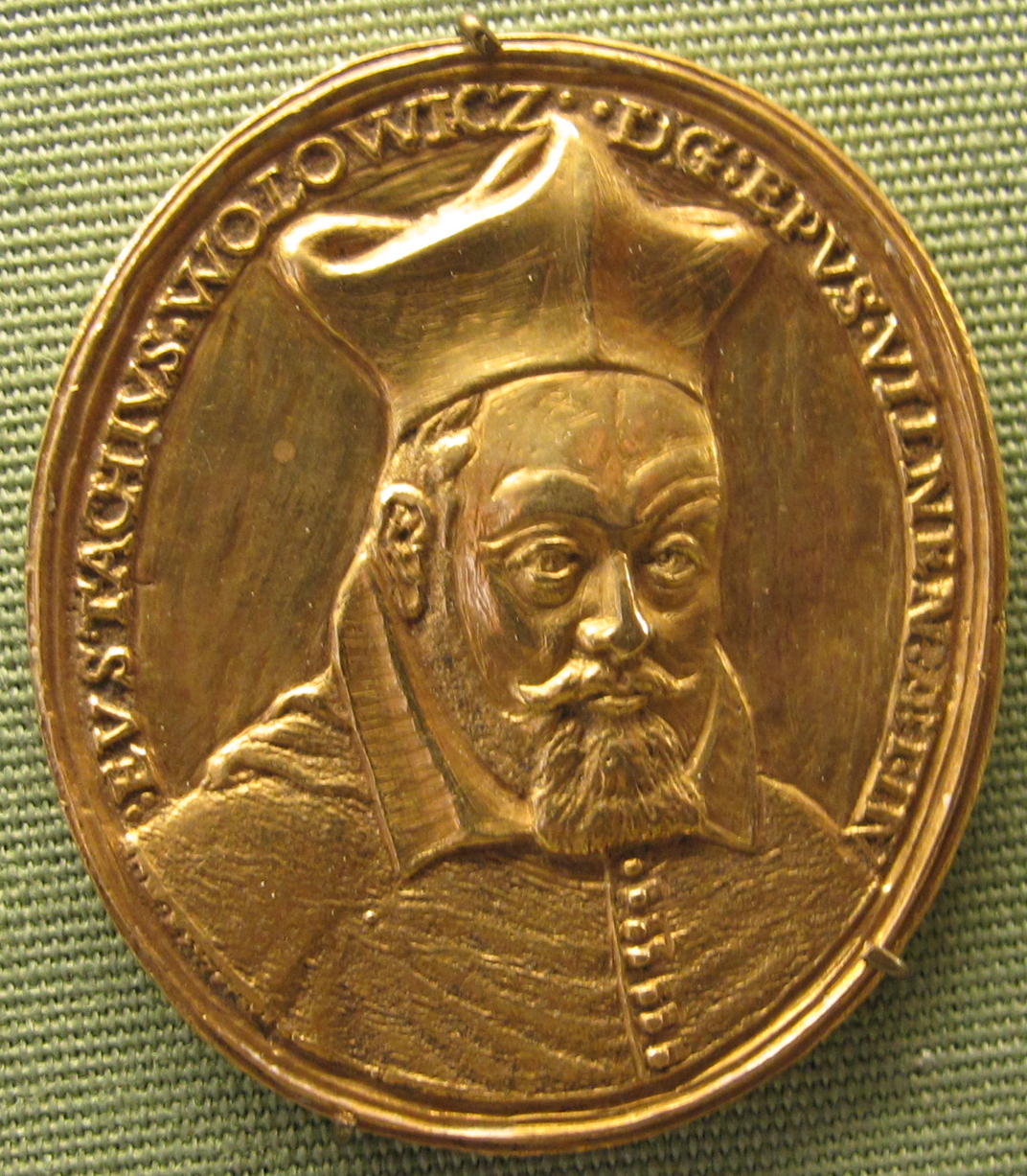
Eustachy Wołłowicz a una medalla del 1626

- Eustachy Wołłowicz † (18 de maig de 1616 - 19 de gener de 1630 mort)
- Abraham Wojna † (24 de març de 1631 - 14 d'abril de 1649 mort)
- Jerzy Tyszkiewicz † (9 de desembre de 1649 - 17 de gener de 1656 mort)
- Jan Karol Dowgiałło Zawisza † (16 d'octubre de 1656 - 9 de març de 1661 mort)
- Jerzy Baiłłozor † (21 de novembre de 1661 - 17 de maig de 1665 mort)
- Aleksander Kazimierz Sapieha † (18 de juliol de 1667 - 22 de maig de 1671 mort)
  - Sede vacante (1671-1682)
- Mikołaj Stefan Pac † (25 de maig de 1682[1] - 8 de maig de 1684 mort)
- Aleksander Kotowicz † (9 d'abril de 1685 - 30 de novembre de 1686 mort)
- Konstanty Kazimierz Brzostowski † (24 de novembre de 1687 - 24 d'octubre de 1722 mort)
- Maciej Józef Ancuta † (24 d'octubre de 1722 - 18 de gener de 1723 mort)
- Karol Piotr Pancerzyński † (11 de setembre de 1724 - 19 de febrer de 1729 mort)
- Michał Jan Zienkowicz † (2 d'octubre de 1730 - 23 de gener de 1762 mort)
- Ignacy Jakub Massalski † (29 de març de 1762 - 28 de juny de 1794 mort)
  - Sede vacante (1794-1798)
- Jan Nepomucen Kossakowski † (17 de novembre de 1798 - 26 d'agost de 1808 mort)
- Hieronim Stojnowski † (26 de setembre de 1814 - 17 d'agost de 1815 mort)
  - Sede vacante (1815-1840)
- Andrzej Benedykt Kłągiewicz † (14 de desembre de 1840 - 27 de desembre de 1841 mort)
  - Sede vacante (1841-1848)
- Wacław Żyliński † (3 de juliol de 1848 - 18 de setembre de 1856 nomenat arquebisbe de Mahiliou)
- Adam Stanisław Krasiński, Sch.P. † (27 de setembre de 1858 - 15 de març de 1883 renuncià)
- Karol Hryniewicki † (15 de març de 1883 - del 28 de desembre de 1889 renuncià)
- Antanas Pranciškus Audzevičius † (30 de desembre de 1889 - 10 de juny de 1895 mort)
- Steponas Aleksandras Žvėravičius † (2 d'agost de 1897 - 17 de setembre de 1902 nomenat bisbe de Sandomierz)
- Eduard Baron von der Ropp † (9 de novembre de 1903 - 25 de juliol de 1917 nomenat arquebisbe de Mahiliou)
- Beat Jurgis Matulaitis-Matulevičius, M.I.C. † (23 d'octubre de 1918 - 1 de setembre de 1925 renuncià)
- Jan Feliks Cieplak † (14 de desembre de 1925 - 17 de febrer de 1926 mort)
- Romualdas Jalbžikovskis † (24 de juny de 1926 - 19 de juny de 1955 mort)
  - Sede vacante (1955-1989)
- Julijonas Steponavičius † (10 de març de 1989 - 18 de juny de 1991 mort)
- Audrys Bačkis (24 de desembre de 1991 - 5 d'abril de 2013 jubilat)
- Gintaras Grušas, des del 5 d'abril de 2013

## Estadístiques
A finals del 2014, la diòcesi tenia 558.847 batejats sobre una població de 773.406 persones, equivalent al 72,3% del total.
| any  | població  | població  | població | sacerdots | sacerdots       | sacerdots       | sacerdots             | diàques | religiosos | religiosos | parroquies |
| ---- | --------- | --------- | -------- | --------- | --------------- | --------------- | --------------------- | ------- | ---------- | ---------- | ---------- |
| any  | batejats  | total     | %        | total     | clergat secular | clergat regular | batejats por sacerdot | diàques | homes      | dones      |            |
| 1950 | 1.031.000 | 2.300.000 | 44,8     | 595       | 570             | 25              | 1.732                 |         | 53         | 150        | 442        |
| 1970 | 287.945   | 368.813   | 78,1     | 244       | 239             | 5               | 1.180                 |         | 11         | 147        | 60         |
| 1980 | 331.589   | 427.404   | 77,6     | 265       | 258             | 7               | 1.251                 |         | 10         | 117        | 71         |
| 1987 | ?         | 800.000   | ?        | 103       | 94              | 9               | ?                     |         | 9          | ?          | 87         |
| 1999 | 600.000   | 845.500   | 71,0     | 139       | 104             | 35              | 4.316                 | 1       | 40         | 221        | 89         |
| 2000 | 598.000   | 886.200   | 67,5     | 139       | 106             | 33              | 4.302                 | 1       | 34         | 220        | 90         |
| 2001 | 502.400   | 867.200   | 57,9     | 153       | 114             | 39              | 3.283                 | 1       | 42         | 215        | 91         |
| 2002 | 470.000   | 808.700   | 58,1     | 153       | 115             | 38              | 3.071                 | 1       | 43         | 222        | 93         |
| 2003 | 573.000   | 814.000   | 70,4     | 154       | 116             | 38              | 3.720                 | 1       | 41         | 226        | 93         |
| 2004 | 570.000   | 810.000   | 70,4     | 153       | 111             | 42              | 3.725                 | 1       | 47         | 220        | 94         |
| 2010 | 565.620   | 857.745   | 65,9     | 171       | 126             | 45              | 3.307                 | 1       | 60         | 198        | 96         |
| 2014 | 558.847   | 773.406   | 72,3     | 175       | 131             | 44              | 3.193                 |         | 54         | 172        | 95         |